# Marsdenia arabica
Marsdenia arabica är en oleanderväxtart som först beskrevs av Joseph Decaisne, och fick sitt nu gällande namn av R. Omlor. Marsdenia arabica ingår i släktet Marsdenia och familjen oleanderväxter. Inga underarter finns listade i Catalogue of Life.